# Houtskeletbouw

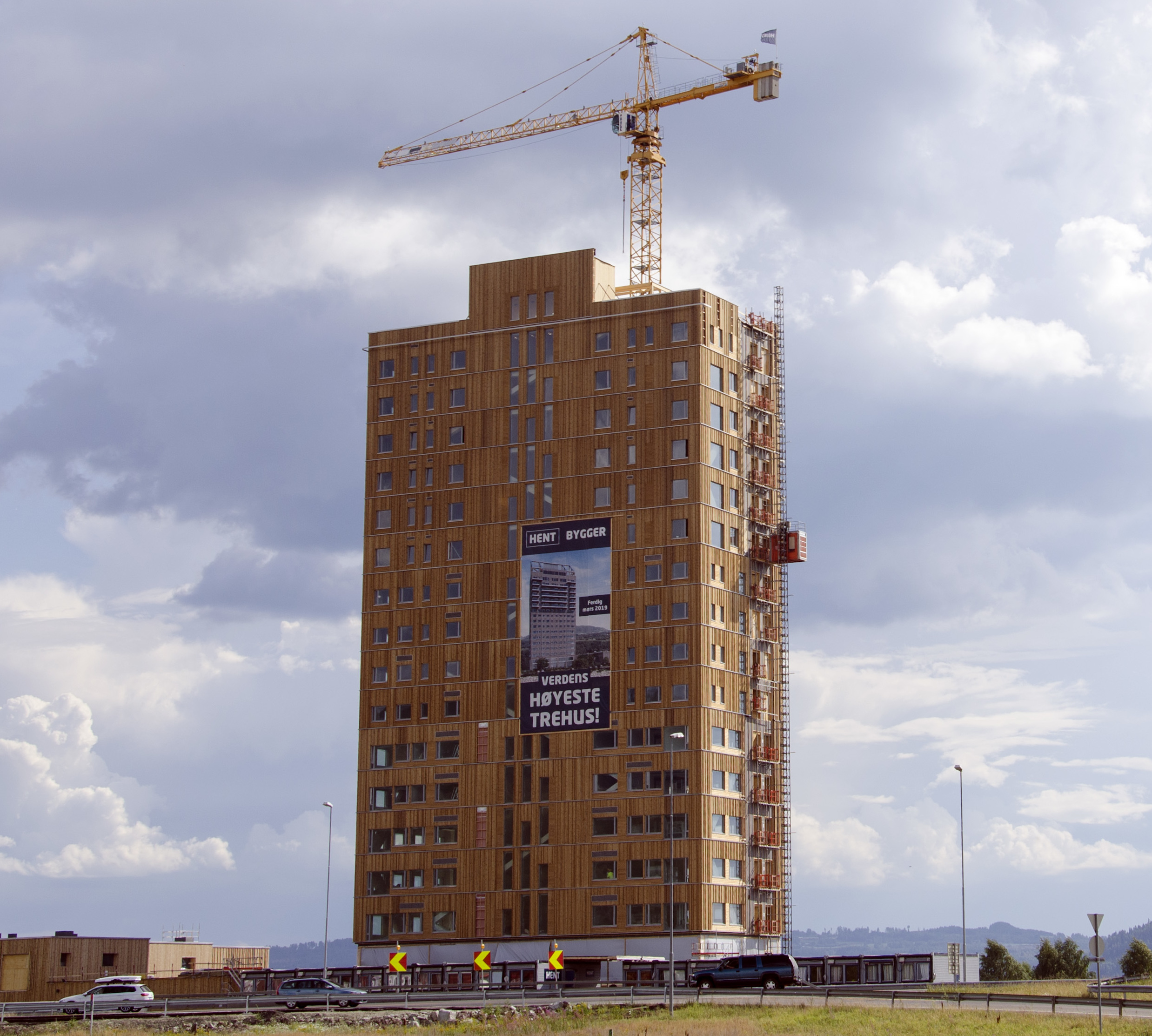
Het wereldwijd hoogste gebouw in houtskeletbouwwijze in Noorwegen: 85,4 m

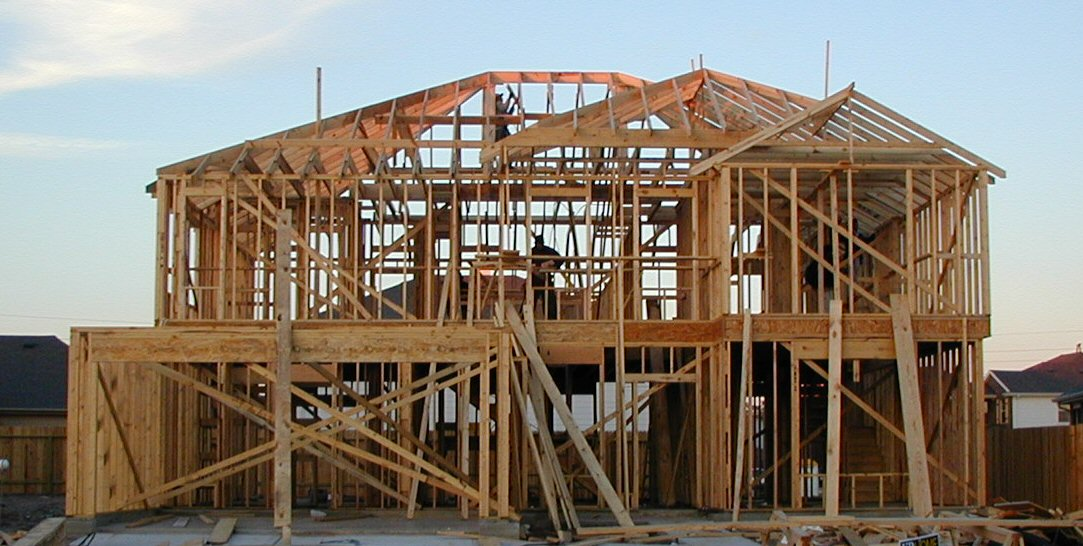
Een woning die wordt opgetrokken door middel van houtskeletbouw in Texas.

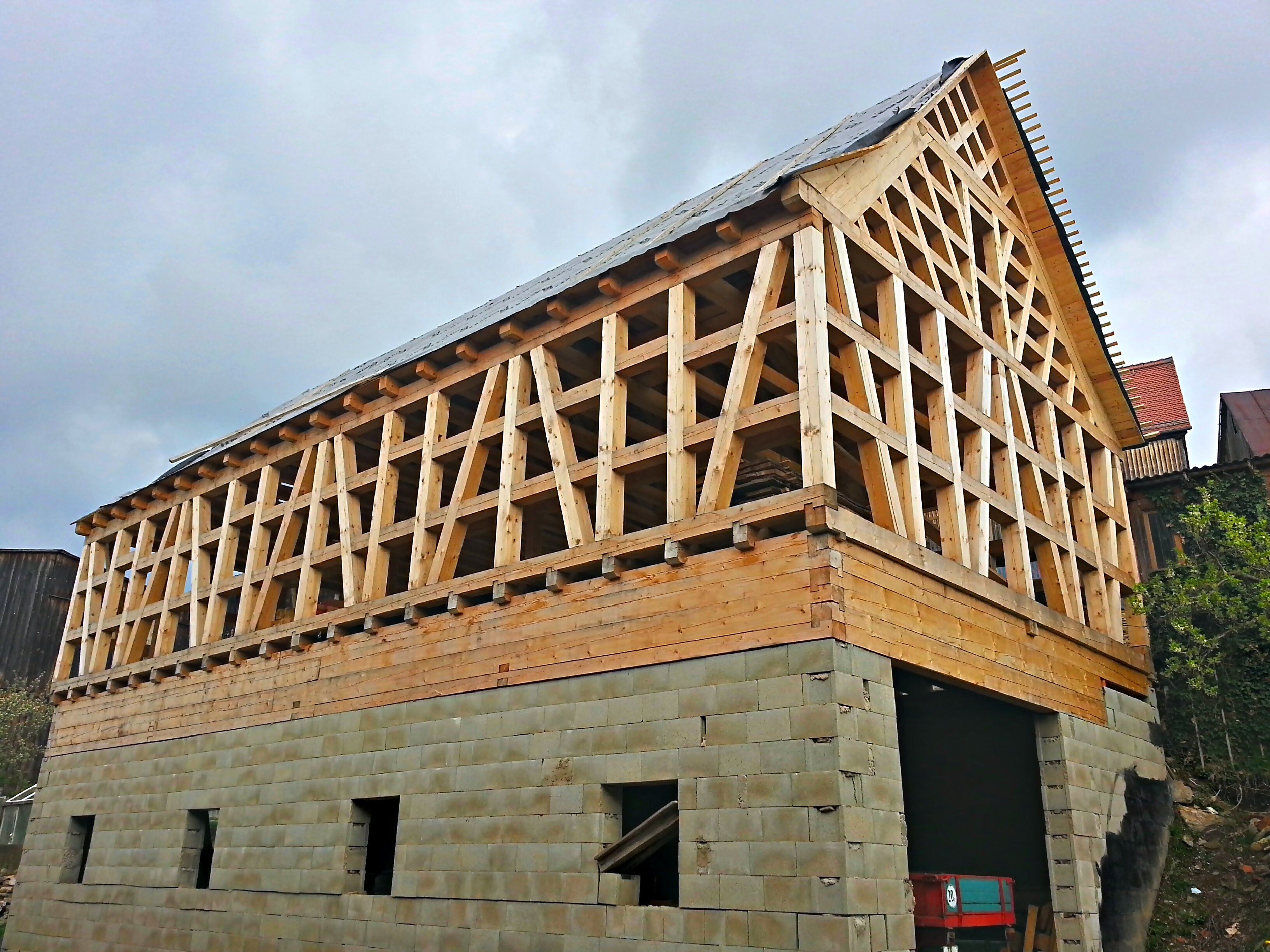
Vakwerkconstructie bij nieuwbouw in Beieren

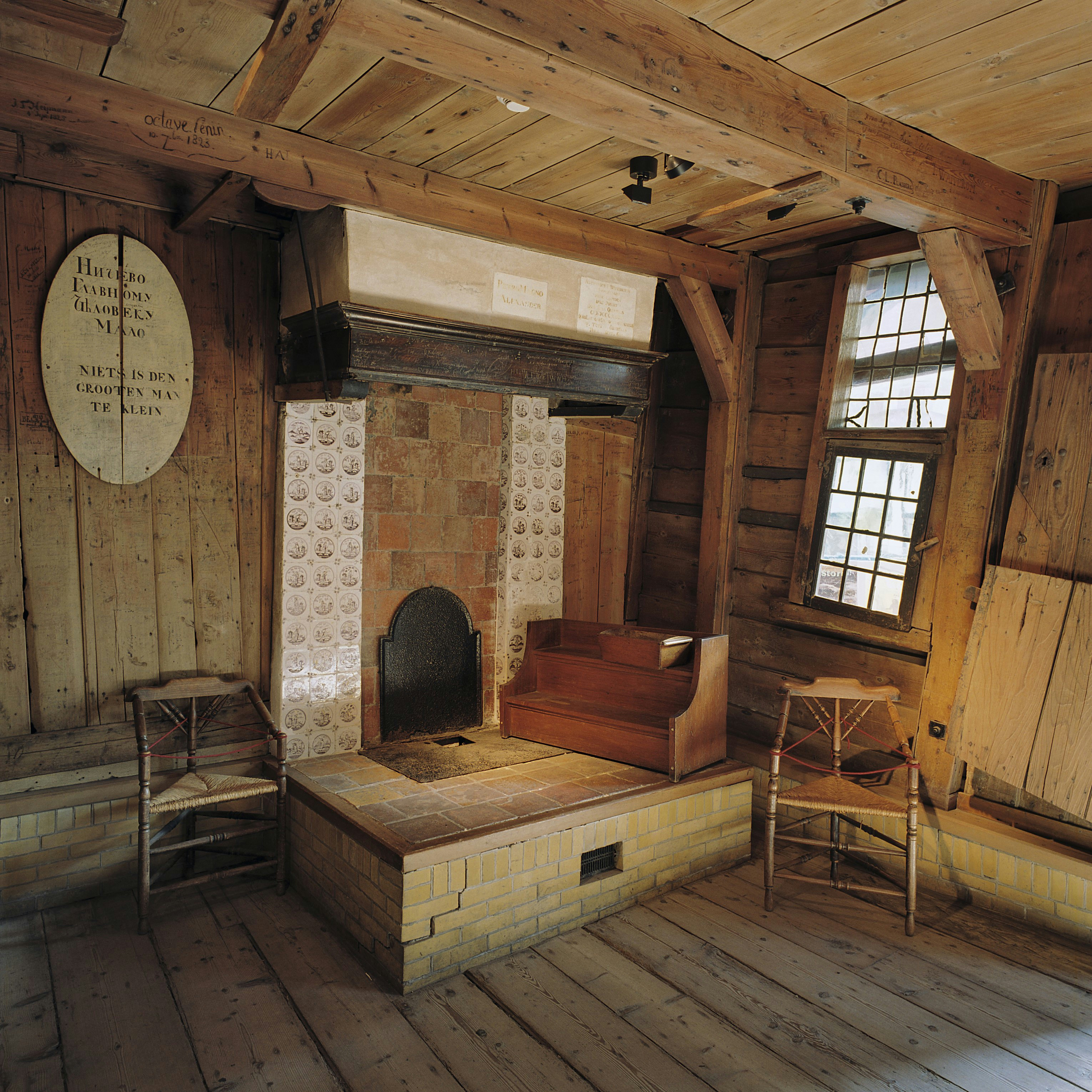
Traditionele Zaanse houtskeletbouw (interieur van het Czaar Peterhuisje)

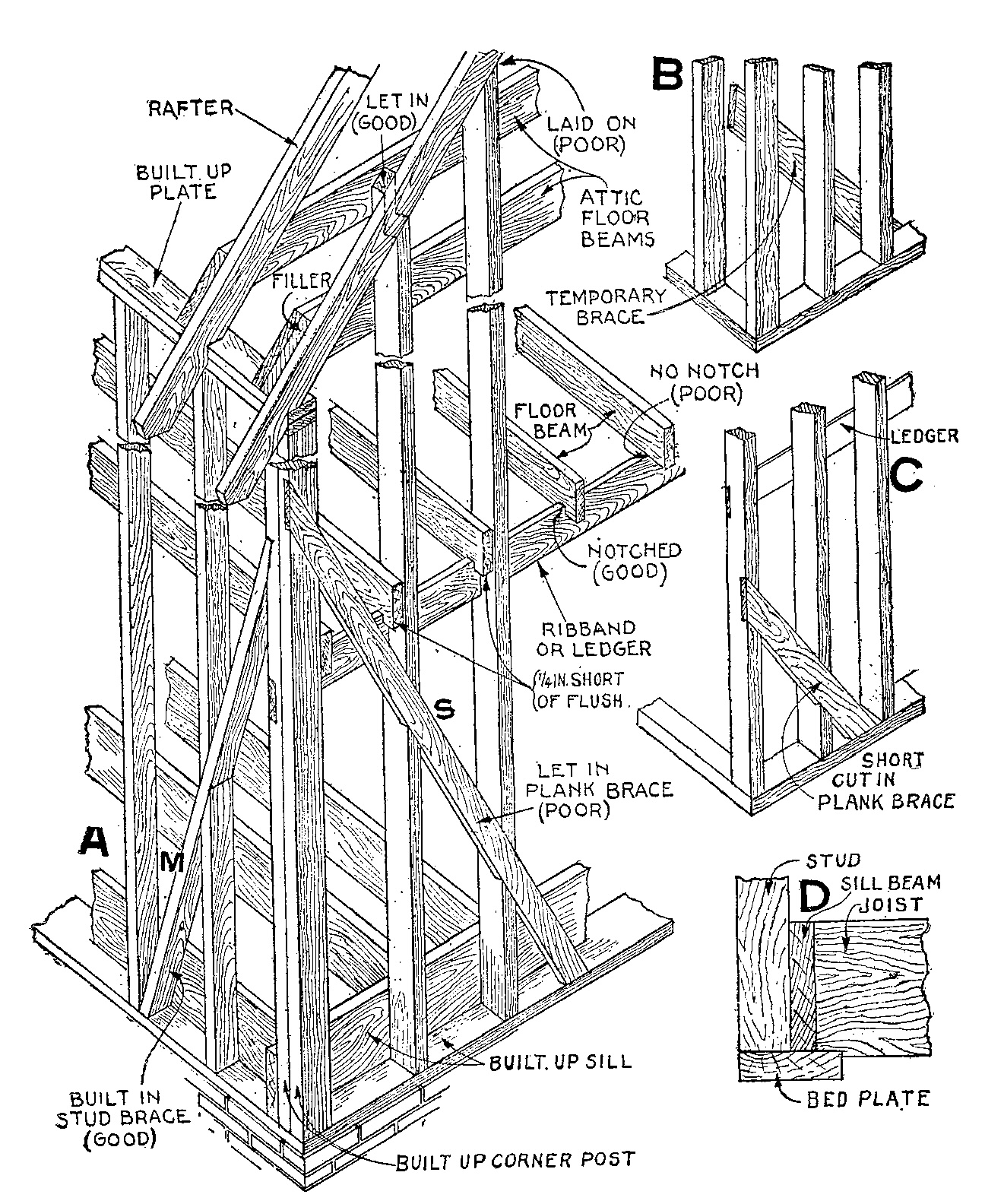
Houtskeletbouw volgens "Balloon frame" methode

Houtskeletbouw, ook wel afgekort als HSB, is het toepassen van een houten draagconstructie (skelet of frame) in een gebouw. Steeds vaker wordt vooral bij hoge gebouwen specifiek gelamineerd hout in de vorm van CLT/kruislaaghout toegepast.

## Geschiedenis
Houtskeletbouw wordt vaak toegepast in gebieden waar veel hout beschikbaar is, of gebieden die niet over voldoende steenachtige materialen beschikken. De bekendste vorm is het vakwerk, dat sinds de middeleeuwen in Midden-Europa en op de Britse eilanden eeuwenlang de belangrijkste bouwmethode voor woonhuizen was. Ook in de Lage Landen was het in veel steden gebruikelijk om panden volledig uit hout te bouwen. Door de aanvoermogelijkheden over zee en via rivieren was hout in deze streken eenvoudig te bekomen. Vanaf de veertiende eeuw vond vanwege het gevaar van stadsbranden geleidelijk steeds meer verstening plaats. In oude steden zijn daardoor nog maar weinig volledig houten panden te vinden. Wel bleven het skelet en de vloeren vaak nog van hout. De indeling van huizen is in sommige streken historisch ook op de gebinten gebaseerd. Volledige houtbouw bleef nog lang gebruikelijk in sommige gebieden met een weinig draagkrachtige bodem. Een voorbeeld hiervan is de Zaanstreek.

## Verspreiding
Geografisch gezien is er sprake van een sterke spreiding van houtskeletbouw als constructiemethode. Zo is 90 % van alle woonhuizen in Canada en de Verenigde Staten opgetrokken in houtskeletbouw. Ook in de bosrijke gebieden van de tropen is hout in overvloed beschikbaar.
Ten noorden van de Pyreneeën en de Alpen wordt traditioneel veel met hout(skeletbouw) gebouwd. In Scandinavië en Midden-Europa is veel hout beschikbaar en isoleert het relatief goed tegen de kou vergeleken met steen. Moderne architecten ontwikkelen hier methoden om ook flatgebouwen uit hout te construeren. In Europa staan in 2020 al meerdere houten gebouwen met een hoogte van ca. 80 meter.

## Voordelen
Een voordeel van houtskeletbouw is dat het gebruikmaakt van een duurzaam en volledig recyclebaar basismateriaal. Hout is verder een relatief licht bouwmateriaal, dit vereenvoudigt vervoer, verwerking en toepassing. Onderzoeksinstanties zoals de Universiteit van Leipzig en het Nederlandse NIBE hebben aangetoond dat houtbouw een even lange levensduur als meer gebruikelijke bouwwijzen.
Bij gebruik van hout kan met een lichtere fundering worden volstaan, daarom wordt bij het uitbreiden van gebouwen met een extra verdieping (ook wel optoppen genoemd) vaak een houtskelet toegepast. Houten gevel- en dakelementen worden in een fabriek geproduceerd en per vrachtauto naar de bouwplaats gebracht. Vervolgens zijn ze relatief eenvoudig te plaatsen, zodat een gebouw snel wind- en waterdicht wordt gemaakt.

## Nadelen
Houten constructies vergen zorgvuldig onderhoud ter preventie van houtrotschimmels. Daarnaast is er kans op ongedierte zoals de houtworm, huisboktor en aanverwanten.